# رشد جمعیت

جمعیت انسان از ۱۰ هزار سال پیش از میلاد تا ۲۰۰۰ میلادی

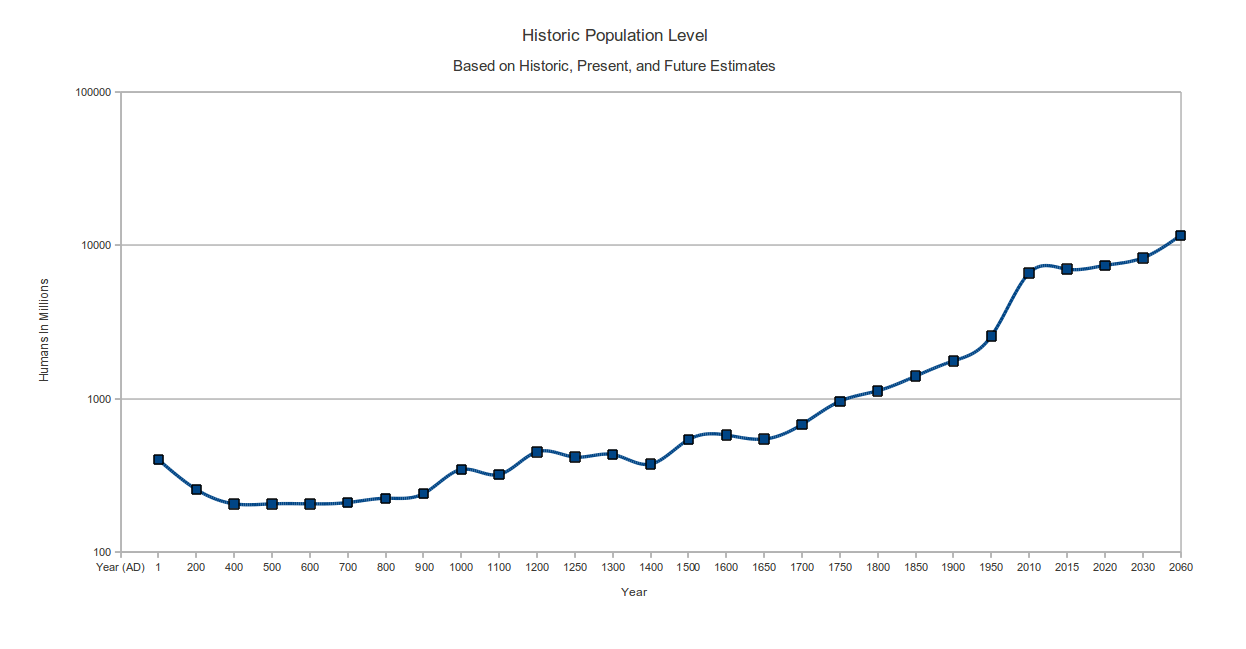
نمودار لگاریتمی لجستیک جمعیت تخمینی انسان از سال ۱ میلادی تا ۲۰۳۰ میلادی

رشد جمعیت (به انگلیسی: Population growth) تغییر در جمعیت گونه‌ای از موجودات در بازه‌ای از زمان است. در زیست‌شناسی، رشد جمعیت برای اشاره به هر موجود زنده شناخته شده‌ای بکار می‌رود، اما در این نوشتار عمدتاً به رشد جمعیت بشر در جمعیت‌شناسی پرداخته می‌شود. مدل رشد مالتوس، مدل لجستیک و مدل رشد سولو نمونه‌هایی از مدل‌های ساده برای رشد جمعیت هستند.

## نرخ رشد جمعیت جهان (۲۰۰۰–۱۹۵۰)
جمعیت جهان از ۱۰۰۰۰ سال پیش از میلاد تا ۲۰۰۰ میلادی (بر اساس مقیاس لگاریتمی)
در سطح جهانی، نرخ رشد جمعیت انسان از سال‌های ۱۹۶۲ و ۱۹۶۳ سالانه به میزان ۲/۲۰٪ رو به کاهش بوده‌است و این در حالی است که تخمین نرخ رشد سالانه، برای سال ۲۰۰۹ ،۱/۱٪ است. سازمان جهانی سالانه تعداد زادگان، نرخ مرگ‌ومیر و نرخ رشد را به ترتیب ۱/۹۱۵٪ ،۰/۸۱۲٪ و ۱/۰۹۲٪ گزارش می‌دهد. در صد سال اخیر جمعیت به دلیل پیشرفت‌های پزشکی و افزایش کلان در قابلیت تولیدی کشاورزی که به مدد «انقلاب سبز» فراهم شد، با سرعت زیادی در حال رشد بوده‌است.
در سال ۱۹۸۹ جمعیت انسانی از ۸۸ میلیون به پایین‌ترین سطح خود یعنی ۹/۷۳ میلون نفر در سال ۲۰۰۳ رسیده‌است، پس از افزایش به ۲/۷۵ میلیون در سال ۲۰۰۶، رشد سالانه جمعیت تا سال ۲۰۰۹ که جمعیت به ۶/۷۴ میلیون می‌رسد، کاهش داشته‌است. از سال ۲۰۰۹ رشد جمعیت سالانه با شیب ثابت حدود ۴۱ میلیون نفر روبه افزایش بوده‌است، پیش‌بینی شده‌است که این رقم در سال ۲۰۵۰ به ۲/۹ بیلیون نفر می‌رسد. در دهه‌های اخیر، برخی مناطقی از جهان کاهش بسیاری در نرخ رشد داشته‌اند، این در حالی است که نرخ رشد در بسیاری از کشورهای خاورمیانه، جنوب صحرای آفریقا، و همچنین در آسیای جنوبی، جنوب شرقی آسیا و آمریکای لاتین، بالای ۲٪ باقی‌مانده‌است.
برخی از کشورها به ویژه در اروپای شرقی، عمدتاً به علت نرخ پایین باروری، و میزان بالای مرگ و میر و مهاجرت، رشد منفی را تجربه می‌کنند. در آفریقای جنوبی رشد جمعیت به علت آمار بالای مرگ و میر ناشی از ایدز، رو به کند شدن است. تعدادی از کشورهای اروپای غربی نیز ممکن است با رشد جمعیت منفی روبه رو شوند. کاهش جمعیت ژاپن از سال ۲۰۰۵ آغاز شد

## چالش‌های افزایش جمعیت
جمعیت جهان در سال ۲۰۱۴ به ۸/۱ میلیارد نفر رسیده بود. از این میان، ۲/۱ میلیارد نفر در کشورهای توسعه یافته و ۶ میلیارد در کشورهای در حال توسعه زندگی می‌کردند (Population Reference Bureau, ۲۰۱۴). رشد پُرشتاب جمعیت، تقاضا برای زمین، غذا و آب آشامیدنی را به‌ویژه در کشورهای در حال توسعه افزایش می‌دهد. رشد جمعیت در مقیاس جهانی تنش زیادی را بر منابع آب در دسترس وارد می‌کند. پیش‌بینی می‌شود، ۴۷ درصد از جمعیت جهان تا سال ۲۰۳۰ تحت تنش آبی شدید قرار گیرند؛ بنابراین تأمین آب سالم یکی از اولویت‌های مهم بسیاری از کشورها خواهد بود.